# Left Alive
Left Alive (с англ. — «Оставленные в живых») — компьютерная игра в жанре шутера от третьего лица и симулятора выживания, разработанная компанией Ilinx и изданная Square Enix для Microsoft Windows и PlayStation 4. Выход игры состоялся в Японии 28 февраля 2019 года, а мировой релиз 5 марта 2019 года. Действие игры происходит в вымышленной вселенной серии игр Front Mission в 2127 году, между событиями игр Front Mission 5 и Front Mission Evolved; её местом действия является охваченный войной вымышленный город на территории Республики Зафтра.
В Left Alive присутствуют трое главных героев, которые действуют независимо друг от друга; в течение игры игрок может переключаться между ними. Мир игры не является бесшовным и состоит из отдельных уровней. В течение большей части игры игрок управляет персонажем-человеком, хотя в игру также включены поездки на характерных для вселенной Front Mission шагающих боевых машинах — «ванзерах». В игре необходимо много стрелять, устанавливать ловушки и прятаться от врагов, а также самостоятельно создавать оружие; при этом кастомизация «ванзеров» не предусмотрена. В игре присутствует только одна концовка, но игрок обладает определённой свободой в прохождении, например, может выбирать, ввязаться в бой, скрыто прокрасться мимо врагов или вовсе обойти опасную зону стороной.
Руководитель разработки игры Тосифуми Набэсима ранее работал над серией Armored Core, выпускаемой компанией FromSoftware; дизайнер персонажей Ёдзи Синкава ранее принимал участие в таком же качестве в разработке игр серии Metal Gear. По словам продюсера игры Синдзи Хасимото, Left Alive представляет собой попытку раскрыть Front Mission с другой перспективы, и этим проектом Square Enix «хочет показать, что ей до сих пор дорога серия Front Mission».

## Отзывы
| Сводный рейтинг | Сводный рейтинг |
| Агрегатор       | Оценка          |
| --------------- | --------------- |
| GameRankings    | 36,84 %         |